# Kirche Hl. Erstmärtyrer und Erzdiakon Stefan (Essen-Stoppenberg)

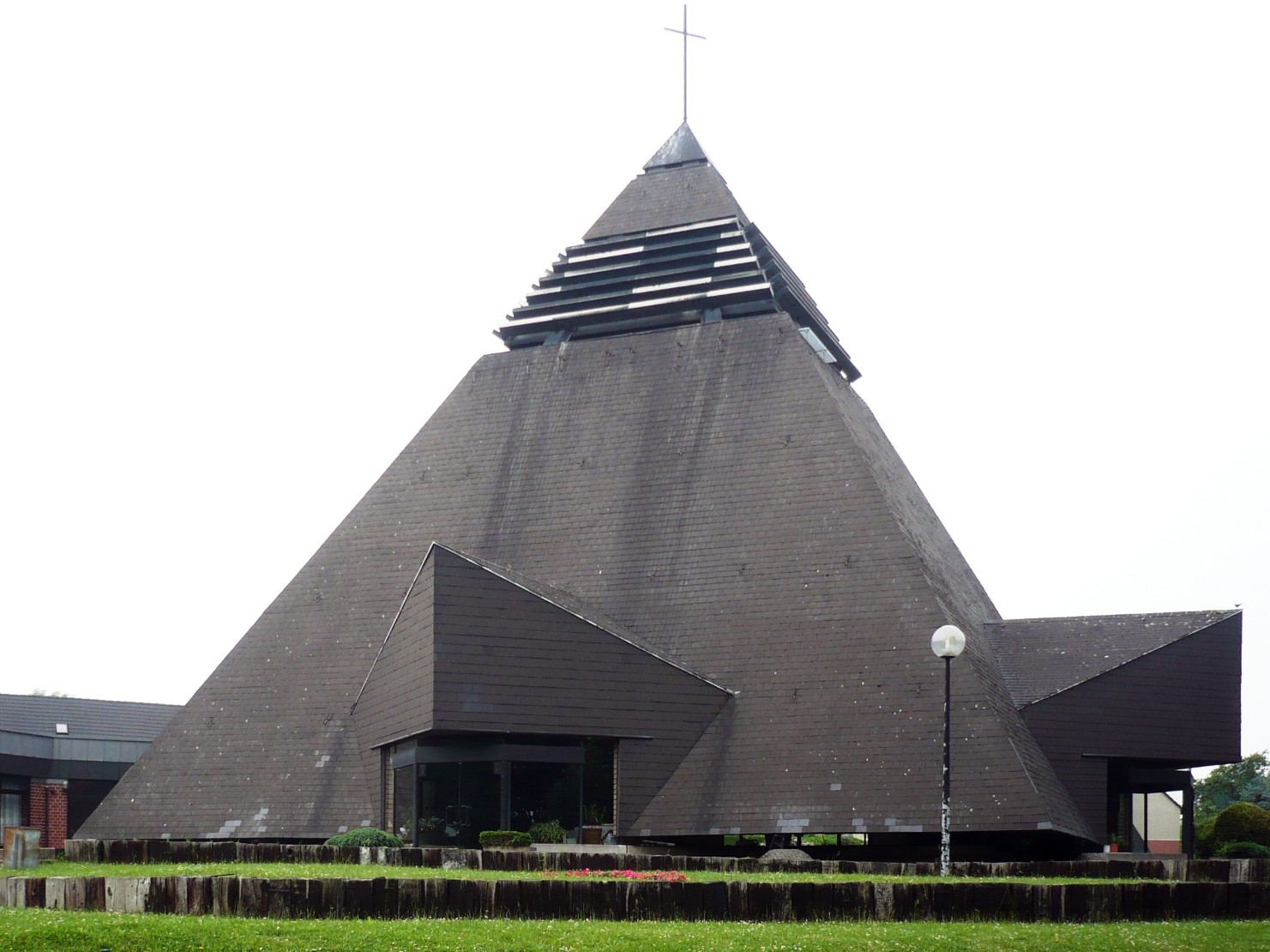
Die Kirche Hl. Erstmärtyrer und Erzdiakon Stefan in Essen-Stoppenberg

Die Kirche Hl. Erstmärtyrer und Erzdiakon Stefan (serbisch Црква Светог првомученика и архиђакона Стефана / Crkva Svetog prvomučenika i arhiđakona Stefana) ist eine Serbisch-Orthodoxe Kirche in Essen.
Das dem Hl. Erstmärtyrer und Erzdiakon Stefan geweihte Gotteshaus, ist die Pfarrkirche und der Sitz der Pfarrei Essen im Dekanat Nordrhein-Westfalen der Eparchie von Düsseldorf und ganz Deutschland der Serbisch-orthodoxen Kirche.
Die ehemals römisch-katholische St.-Anno-Kirche war eine Kirche der Pfarrgemeinde St. Nikolaus. Sie wurde von 1976 bis 1982 nach Planung der Architekten Legge & Legge-Suwelack erbaut und bis zum Jahr 2008 von der römisch-katholischen Kirche genutzt.

## Lage
Die Kirche steht in der Straße Im Looscheid 27 im Essener Stadtteil Stoppenberg.

## Geschichte

### Die römisch-katholische St.-Anno-Kirche
Für die Architektur war Heinz Dohmen verantwortlich. Die Bauarbeiten an der Zeltkirche im Stil der Moderne übernahm die Firma Legge & Legge-Suwelack aus Bonn. Am 21. Oktober 1976 begann der Bau. Am 24. Januar 1982 erfolgte die Einweihung durch Bischof Franz Hengsbach.
Sie wurde am 16. März 2008 aus wirtschaftlichen Gründen mit einer letzten Messe im römisch-katholischen Ritus außer Dienst gestellt. Das Kircheninventar wurde nahezu komplett einer neuen Nutzung dem in Lettland neu gegründeten Karmeliterkloster bei Riga zugeführt.

### Die serbisch-orthodoxe Hl.-Stefan-Kirche
Der erste Gottesdienst der Gemeinde Hl. Stefan fand in dem provisorisch hergerichteten Kirchenraum nach dem orthodoxen Osterfest im Mai 2008 statt.
Am 9. Januar 2009, dem Feiertag des Hl. Erstmärtyrer und Erzdiakon Stefan, wurde die Kirche vom damaligen Bischof der Eparchie von Düsseldorf und ganz Deutschland (damals Eparchie Mitteleuropa) Konstantin (Đokić) feierlich eingeweiht.

#### Architektur
Unmittelbar nachdem die Kirchengemeinde die Kirche zur Nutzung übernommen hatte, wurde der Altarbereich so umgebaut (soweit es die moderne Architektur ermöglichte) um für den orthodoxen Gottesdienst tauglich zu sein. Die Ikonostase aus Eichenholz wurde von Petar Ilić aus der serbischen Großstadt, Šabac, geschnitzt und die Ikonen auf der Ikonostase wurden vom Ikonenmaler Goran Pešić aus Čačak gemalt.
Das Grab Christi, der Gottesmutterthron und der Bischofsthron sind Werke des Tischlers Boro Danilović aus Čačak. Ein herrlicher Kronleuchter vom Architekten Heinz Dohmen entworfen, der auch die Kirche entworfen hatte, mit 280 Leuchten verschönert die Kirche.
Unter dem Gewölbe und über dem Kronleuchter befindet sich eine große Christus-Pantokrator-Freske, ein Werk des Ikonenmalers Nikola Lubardić aus Belgrad.

## Die Serbisch-Orthodoxe Kirchengemeinde
Die Kirchengemeinde erstreckt sich über die Städte Essen, Gelsenkirchen, Gladbeck und Bottrop.
Am 9. März 2001 wurde mit Segen und auf den Vorschlag des damaligen Bischofs der Eparchie von Düsseldorf und ganz Deutschland (damals Eparchie Mitteleuropa), Konstantin (Đokić) die Kirchengemeinde Essen gegründet.
Die Gründung der Pfarrei ist mit dem Kanon der Serbisch-orthodoxen Kirche im Einklang. Die Pfarrei entstand durch Gebietsabtretungen der Kirchengemeinden von Düsseldorf und Dortmund. Die Pfarreibücher werden seit der Gründung der Pfarrei geführt.
Zuerst war von 2001 bis 2002 Sretoje Dušanić Priester der Kirche. 2002 übernahm Priester Dragan Čolaković die wachsende Essener Kirchengemeinde. Derzeitiger Priester der Kirche, ist der Erzpriester, Danilo Radmilović. 
Die Gemeinde besaß zu dieser Zeit noch keinen eigenen Ort um die göttliche Liturgie zu feiern. Diesen fand sie in der zunächst in der evangelischen Lukaskirche in Essen-Holsterhausen, in der am 19. August 2002 die erste heilige göttliche Liturgie stattfinden konnte. Nach Gesprächen mit dem römisch-katholischen Bistum Essen, bekam die Gemeinde Hl. Stefan ab 2003 einen eigenen liturgischen Ort in der Holsterhauser Stephanuskirche zugewiesen.
2008, nach Schließung von St. Stephanus in Holsterhausen, bekam die serbisch-orthodoxe Kirchengemeinde Hl. Stefan die ehemalige Kirche St. Anno durch das Bistum Essen für die dauerhafte Nutzung übereignet.
Im Jahre 2013 fanden in der Kirche 21 Taufen, zwei Hochzeiten und ein Begräbnis statt. Um die 60 Gläubige kommen zum sonntäglichen Gottesdienst zusammen. Und die Slava wird von 100 Familien gefeiert.
Die Kirchengemeinde verfügt über ein Pfarrhaus mit Kirchensaal. Neben dem Saal gibt es eine Kanzlei des Priesters.
Der Religionsunterricht der Kirchengemeinde findet im örtlichen Gymnasium statt. Die Folklore-Gruppe „Kolo“ hat 90 Mitglieder. Der Kirchenchor der Gemeinde singt regelmäßig zu den Gottesdiensten.
In der St. Agnes-Kirche in Bocholt befindet sich die zur Pfarrei gehörende, Kapelle Hl. Stefan Dečanski, geweiht dem Hl. König Stefan Uroš III. Dečanski. 